# Musikjahr 1592
Liste der Musikjahre

◄◄ | ◄ | 1588 | 1589 | 1590 | 1591 | Musikjahr 1592 | 1593 | 1594 | 1595 | 1596 | ► | ►►

Weitere Ereignisse
Dieser Artikel behandelt das Musikjahr 1592.

## Ereignisse
- Ippolito Baccusi ist nach 1589 wieder in Verona tätig, wo er von 1592 bis zu seinem Tode als Domkapellmeister vermerkt ist.
- John Bull erwirbt 1592 den Titel eines Doktors der Musik in Oxford. Im Mai des Jahres wird er Opfer eines Raubüberfalls in der Nähe von Tewkesbury.
- Giles Farnaby, der in Oxford studiert hat, macht seinen Abschluss als Bachelor am 7. Juli 1592 in Christ Church – am selben Tag, an dem der etwa gleichaltrige John Bull seinen Doktortitel erwirbt.
- Alfonso Ferrabosco der Jüngere bleibt bis zu dessen Tod im Jahr 1592 unter der Vormundschaft von Gomer van Awsterwyke, einem Mitglied des Hofstaats von Königin Elisabeth I.
- Nicolas Formé wird 1592 wegen seiner musikalischen Fähigkeiten und einflussreichen Fürsprechern wieder in die königliche Kapelle aufgenommen.
- Johann Knöfel geht 1592 nach Prag. In diesem Jahr ist er Organist und Kantor in St. Heinrich, einer wegen ihres Chores berühmten Schule in der Prager Neustadt.
- Thomas Morley, der zunächst Organist an der St Paul’s Cathedral in London war, steigt 1592 zum Gentleman der Chapel Royal auf. Dieses Amt übt er von 1592 bis zu seinem Tode aus.
- Ercole Pasquini wird am 1. Mai 1592 Organist des 'ridotto musicale' des Mario Bevilacqua und der Kirche der Olivetaner Santa Maria in Organo in Verona.
- Francis Tregian arbeitet angeblich von 1592 bis 1594 in der Kämmererei von Kardinal William Allen in Rom.
- Giaches de Wert will 1592 die Tragikomödie Il pastor fido von Battista Guarini mit Musik von ihm und Francesco Rovigo inszenieren. Das anspruchsvolle Projekt scheitert an choreografischen Problemen bei der Umsetzung des dritten Akts. Zu einer Aufführung kommt es erst 1598 mit Musik von Giovanni Gastoldi.
- Der Ruf Ludovico Zacconis geht auf seine große Arbeit Prattica di musica zurück, die zuerst 1592 in Venedig veröffentlicht wird. Ein zweiter Band erscheint 1619, nach manchen Quellen 1622. Diese zwei Bände (vier Arbeiten enthaltend) sind ausführliche, reich bebilderte musiktheoretische Werke über polyphone Musik und die Kirchentonarten, die wertvolle Quellen über die frühen Opern und Oratorien darstellen. Einflüsse Zacconis finden sich in Pietro Cerones Melopeo y maestro von 1613 und in Michael Praetorius’ Syntagma musicum von 1618.

## Instrumental- und Vokalmusik (Auswahl)

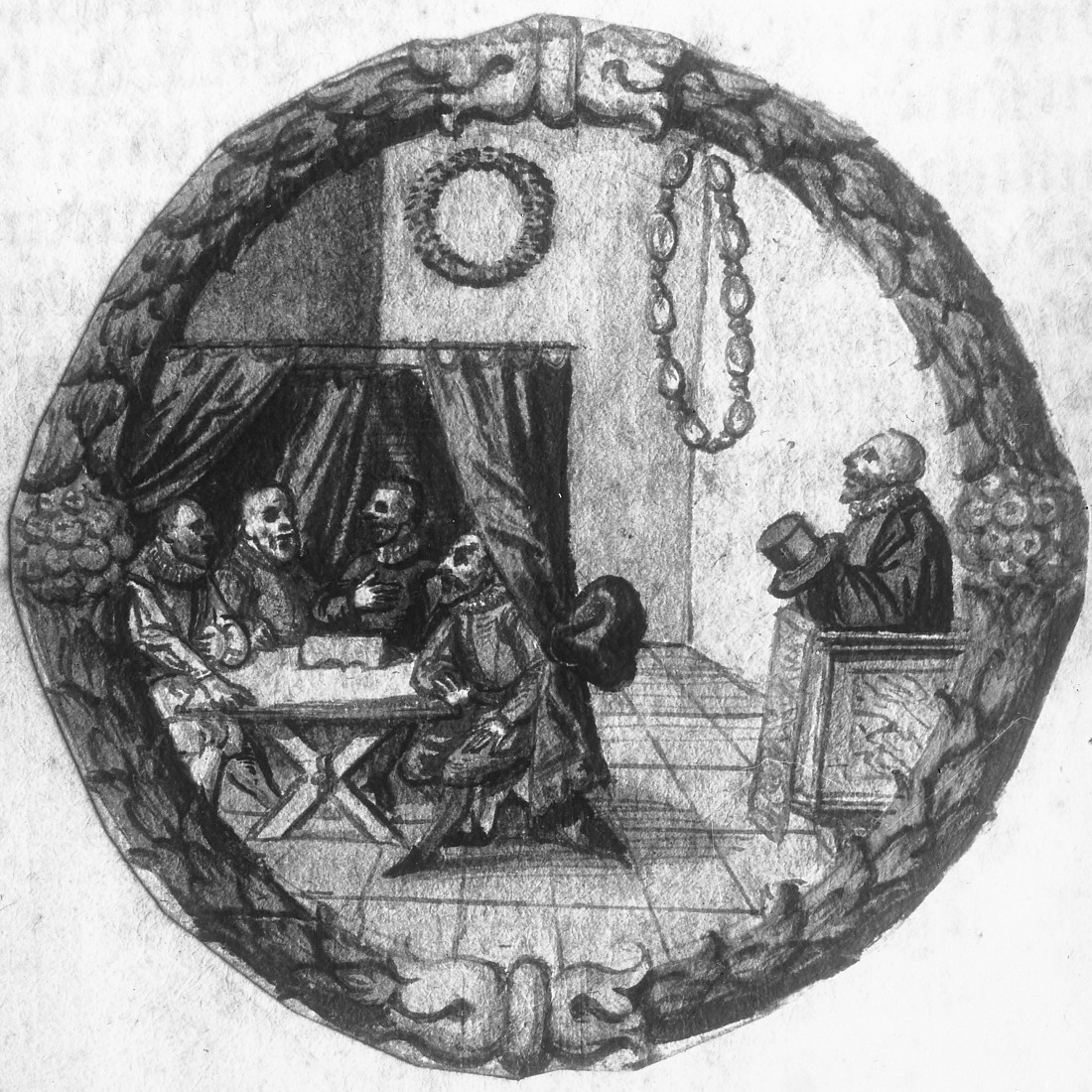
Meistersinger beim Vortrag. Der „Merker“ sitzt hinter einem Vorhang. Zeichnung in einer Handschrift von Georg Hager, 1592

- Costanzo Antegnati – Salmi a 8 voci, Venedig: Angelo Gardano
- Giammateo Asola
  - Cantus firmus Messen für Orgel und Chor, Venedig: Giacomo Vincenti
  - Sacra, omnium solemnitatum vespertina psalmodia zu fünf Stimmen, Venedig: Ricciardo Amadino (enthält auch ein Magnificat)
- Paolo Bellasio – Villanellas zu drei Stimmen, mit Lautentabulatur, Venedig: Angelo Gardano
- Valerio Bona – zweites Buch der Canzonettas zu drei Stimmen, Venedig: Ricciardo Amadino
- Jean de Castro
  - Tricinium sacrorum zu drei Stimmen, Teil 2, Antwerpen
  - Trois Odes contenant chascune d’elles douze parties zu vier Stimmen, Douai
  - Sonets, avec une chanson zu zwei Stimmen, Antwerpen
  - Chansons, stanses, sonets, et epigrammes zu zwei Stimmen, Antwerpen
- Giovanni Croce – zweites Buch der Madrigale zu fünf Stimmen, Venedig: Giacomo Vincenti
- Thomas East (Hrsg.) – The Whole Booke of Psalmes, London: Thomas East (enthält neue Vertonungen englischer Komponisten, darunter Edward Blancks, Edmund Hooper und John Dowland)
- Paolo Ferrarese – Responsoria hebdomadae sanctae
- Angelo Gardano (Hrsg.) – Il trionfo di Dori, Venedig: Angelo Gardano
- Jacobus Florius – Missa Sù, sù, sù nonb più dormir zu sechs Stimmen (auch Georg Florius zugeschrieben)
- Giovanni Giacomo Gastoldi – Il primo libro de madrigali a 6 voci, Venedig (Libretto von Ricciardo Amadino)
- Tiburtio Massaino
  - Sacri modulorum concentus zu sechs, sieben, acht, neun, zehn und zwölf Stimmen in zwei oder drei Chören mit Instrumenten, Venedig: Angelo Gardano
  - Liber primus cantionum ecclesiasticarum, Prag: Georg Nigrinus
  - Sacrae cantiones … liber primus, Venedig: Angelo Gardano
- Rinaldo del Mel – 4 Stücke in Tabulatur
- Claudio Merulo – erstes Buch der Canzoni d'intavolatura d'organo, Venedig: Angelo Gardano (Sammlung von Cembalomusik)
- Philippe de Monte – Il quintodecimo libro de madrigali zu fünf Stimmen, Venedig: Angelo Gardano
- Claudio Monteverdi – Di Claudio Monteverde il terzo libro de madrigali a cinque voci, Venedig: Ricciardo Amadino
- Nicola Parma – zweites Buch der Madrigale zu fünf und sechs Stimmen, Venedig: Ricciardo Amadino
- Jakob Regnart – Kompositionen, in: M. Waissel, Lautenbuch […] Sampt […] Tentzen, Passamezzen, Galliarden, Frankfurt an der Oder
- Lodovico Grossi da Viadana – Missa Defunctorum zu drei Stimmen, Venedig
- Giaches de Wert – Missa dominicalis zu fünf Stimmen

## Musiktheoretische Schriften
- Sethus Calvisius – Melopoiia sive melodiae condendae ratio, Erfurt
- Riccardo Rognoni – Passaggi per potersi esercitare nel diminuire terminatamente con ogni sorte d'instrumenti et anco diversi passaggi per la semplice voce humana di Richardo Rogniono espulso di Val Tavegia, Venedig
- Ludovico Zacconis – Prattica di musica, Venedig

## Geboren

### Geburtsdatum gesichert
- 27. März: Jiří Třanovský, slowakischer Hymnendichter und Komponist († 1637)
- 23. Juni: Tobias Michael, deutscher Komponist und Thomaskantor († 1657)
- 08. November: Domenico Mazzocchi, italienischer Komponist († 1665)

### Genaues Geburtsdatum unbekannt
- John Jenkins, englischer Komponist, Gambenspieler und Lautenist († 1678)
- Melchior Schildt, deutscher Komponist und Organist der norddeutschen Orgelschule († 1667)

## Gestorben

### Todesdatum gesichert
- 29. Februar: Alessandro Striggio der Ältere, italienischer Komponist, Instrumentalist und Diplomat (* 1536 oder 1537)
- 24. Mai: Nikolaus Selnecker, deutscher evangelischer Theologe, Reformator, Kirchenliederdichter und -komponist (* 1530)
- 00. Mai: Giovanni Domenico da Nola, italienischer Komponist und Dichter (* zwischen 1510 und 1520)
- 01. Juli: Marc’Antonio Ingegneri, italienischer Komponist (* 1535 oder 1536)

### Genaues Todesdatum unbekannt
- Servaes van der Meulen, franko-flämischer Komponist und Organist (* 1525)
- Bernhard Schmid, deutscher Komponist und Organist (* 1535)
- Annibale Zoilo, italienischer Sänger und Komponist (* um 1537)[1]

### Gestorben um 1592
- António Carreira, portugiesischer Organist und Komponist (* um 1525)
- Martin Peudargent, franko-flämischer Kirchenmusiker und Hofkomponist (* um 1510)